# Złoty Strażnik

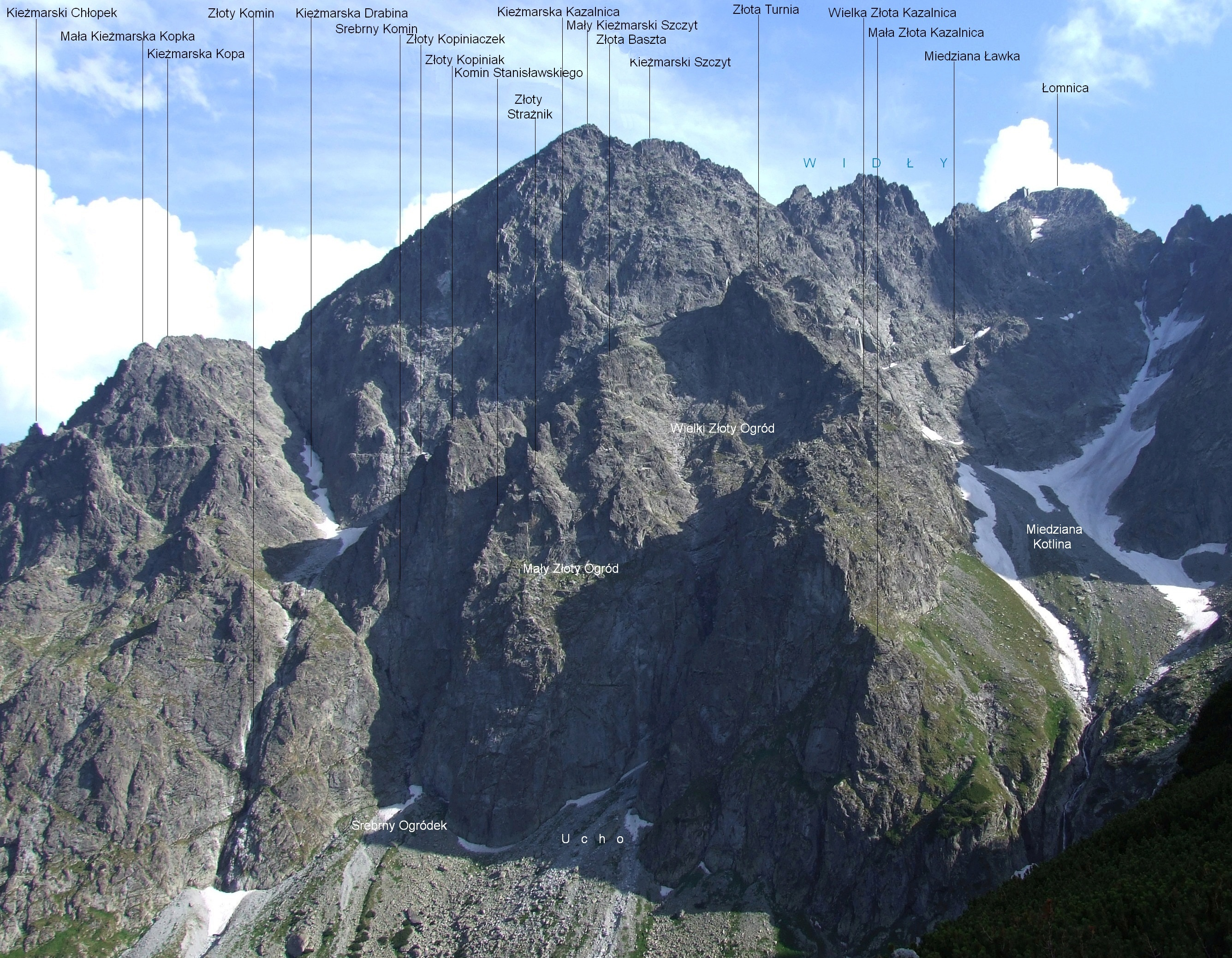

Złoty Strażnik – zbudowana z granitów turnia na północnej ścianie Małego Kieżmarskiego Szczytu (słow. Malý Kežmarský štít) w słowackich Tatrach Wysokich. Wznosi się w lewym (patrząc od dołu) filarze Złotej Baszty (Bocekova veža), w stokach opadających do dna Zielonej Doliny Kieżmarskiej (dolina Zeleného plesa). We wschodnie urwiska Złotego Strażnika wcina się Komin Stanisławskiego – najdłuższy komin na całej północnej ścianie Małego Kieżmarskiego Szczytu]. Po północnej stronie Złoty Strażnik opada ścianą do obszaru o mniejszym nachyleniu – Małego Złotego Ogrodu (Malá zlatá záhrada).  
„Złote” nazewnictwo związane jest z poszukiwaniem złota w tym rejonie. Znana z poszukiwań kruszcu w XVIII wieku była m.in. pochodząca z Kieżmarku rodzina szewców Fabri (Fabry). Złota nie znaleźli, znaleźli jednak rudę miedzi, którą następnie wydobywali. Złoty Strażnik jest niedostępny turystycznie, prowadzą przez niego taternickie drogi wspinaczkowe.